# Angela Sasse
Martina Angela Sasse ist eine deutsche Psychologin und Inhaberin des Lehrstuhls für Human-Centred Security am Horst-Görtz Institut für IT-Sicherheit der Ruhr-Universität Bochum.

## Werdegang
Angela Sasse studierte in den 1980er-Jahren Psychologie an der Bergischen Universität Wuppertal und erwarb einen Master in Arbeitspsychologie an der University of Sheffield. Anschließend arbeitete sie u. a. für Philips im Bereich Menschliche Faktoren des Industriedesigns und promovierte an der University of Birmingham. Ab 1990 war sie Dozentin für Informatik am University College London, wo sie 2003 den Lehrstuhl für Human-centred Technology übernahm. 2012 gründete sie das Research Institute for Sociotechnical Cyber Security (RISCS).
2018 wechselte sie an die Ruhr-Universität Bochum und übernahm eine Stiftungsprofessur für Human-Centred Security. Dort ist sie Leiterin des Research Hub D: Nutzerfreundlichkeit des CASA Exzellenzclusters sowie Sprecherin des Forschungskollegs SecHuman. Seit 2021 ist Sasse Mitglied des neugegründeten Beirats Digitaler Verbraucherschutz im Bundesamt für Sicherheit in der Informationstechnik (BSI). Sie fungiert als Sprecherin dieses Beirats.

## Auszeichnungen
In 2015 wurde Angela Sasse in die Royal Academy of Engineering, 2021 in die Nordrhein-Westfälische Akademie der Wissenschaften und der Künste (AWK) und im Jahr 2023 als Mitglied der Sektion Informationswissenschaften in die Nationale Akademie der Wissenschaften Leopoldina aufgenommen.

## Forschungsschwerpunkte
Angela Sasse hat sich ab 1999 gegen das „Nutzer Blaming“ ausgesprochen, das die Schuld für Sicherheitslücken auf Endnutzer verschiebt und bis heute ein populäres Konzept unter IT-Sicherheitsforschern ist. Sasse fokussiert sich in ihrer Forschung auf das Gebiet „Menschliche Faktoren der IT-Sicherheit in Organisationen“ und hat zahlreiche Untersuchungen mit Mitarbeitern und IT-Sicherheitsexpertinnen durchgeführt.

## Veröffentlichungen (Auswahl)
- Adams, Anne; Sasse, Martina Angela (1999): Users are not the enemy. In: Commun. ACM 42 (12), S. 40–46. DOI:10.1145/322796.322806.
- Sasse, M. A.; Brostoff, S.; Weirich, D. (2001): Transforming the ‘Weakest L ink’. A human/computer interaction approach to usable and effective security. In: BT Technol J 19 (3), S. 122–131. DOI:10.1023/A:1011902718709.
- Beautement, Adam; Sasse, M. Angela; Wonham, Mike (2008): The compliance budget. Managing security behaviour in organisations. In: Angelos Keromytis, Anil Somayaji, Christian W. Probst und Matt Bishop (Hrsg.): Proceedings of the 2008 Workshop on New Security Paradigms. the 2008 workshop. Lake Tahoe, California, USA, 9/22/2008 – 9/25/2008. New York: Association for Computing Machinery, S. 47.
- Bada, Maria; Sasse, Angela M.; Nurse, Jason R. C. (2016): Cyber Security Awareness Campaigns. Why do they fail to change behaviour? In: Suresh Chandra Satapathy, Amit Joshi, Nilesh Modi und Nisarg Pathak (Hrsg.): Proceedings of International Conference on ICT for Sustainable Development. ICT4SD 2015 Volume 2. 1st ed. 2016. Singapore, s. l.: Springer Singapore (Advances in Intelligent Systems and Computing, 409). Online verfügbar unter arxiv.org (PDF; 197 kB).
- Volkamer, Melanie; Sasse, Martina Angela; Boehm, Franziska (2020): Analysing Simulated Phishing Campaigns for Staff. In: Ioana Boureanu, Constantin Catalin Dragan, Mark Manulis, Thanassis Giannetsos, Christoforos Dadoyan, Panagiotis Gouvas et al. (Hrsg.): Computer Security. Cham: Springer International Publishing, S. 312–328.
- Sasse, M. A., Hielscher, J., Friedauer, J., Buckmann, A. (2023): Rebooting IT Security Awareness – How Organisations Can Encourage and Sustain Secure Behaviours. In: Katsikas, S., et al. Computer Security. ESORICS 2022 International Workshops. ESORICS 2022. Lecture Notes in Computer Science, vol 13785. Springer, Cham. doi:10.1007/978-3-031-25460-4_14.